# Czternaście zasad Deminga
William Edwards Deming jest nazywany guru jakości, ponieważ jako jeden z pierwszych, w latach 50, zaproponował nowoczesne podejście do jakości produktów wykorzystujące zarządzanie personelem, planowanie, projektowanie wyrobów i monitorowanie procesów.
Deming uważał, że 94% wszystkich problemów jakościowych powstaje z winy kierownictwa, które musi zaangażować się w zarządzanie jakością i zapewnienie jakości. Zarząd jednak powinien pamiętać, że decyzje w tych sprawach powinny być podejmowane razem z pracownikami. Deming był zdecydowanym przeciwnikiem kontroli, a swoje podejście do jakości totalnej określił w czternastu tezach. Był także przeciwnikiem amerykańskich metod zarządzania, jak zarządzanie przez cele czy zarządzanie przez wyniki i często je krytykował.
Według niego do efektywnego zarządzania jakością potrzebne jest myślenie statystyczne, czyli poznanie metod statystycznych, zastosowanie tych metod oraz wyciągnięcie odpowiednich wniosków.

## Czternaście zasad
1. Stworzenie stałych celów w odniesieniu do usprawniania jakości produktów i usług, które są ukierunkowane na uzyskanie przewag konkurencyjnych.
Należy przeznaczać środki przede wszystkim na zaspokajanie długofalowych potrzeb, a nie tylko uzyskiwanie doraźnych zysków. Stoi to często w sprzeczności z oczekiwaniami akcjonariuszy.
Zapewniaj stałość celów zamierzając do poprawy jakości wyrobów i usług w celu stania się konkurencyjnym, pozostania w biznesie i zapewnieniu stanowisk pracy.
Głównym celem powinno być stałe podnoszenie jakości (patrz cykl Deminga).
2. Zastosowanie nowej filozofii zarządzania.
Konieczna jest zmiana podejścia do idei zarządzania. Nie może być tolerancji dla marnotrawstwa i powtarzania ciągle tych samych błędów. Należy zwiększyć efektywność. Efektywność to stosunek wyników do nakładów. Jeśli nasze wyniki są niskie, to efektywność spada. Jeśli chcemy poprawić efektywność przez np. zastosowanie automatyzacji, to podnosimy nakłady, więc w efekcie efektywność pozostaje na starym poziomie. Jedynym sposobem jest opanowanie procesu i jego rekonstrukcja w celu obniżenia wadliwości.
3. Rezygnacja z metod masowej kontroli jako sposobu na zapewnienia jakości.
Należy przede wszystkim zawrzeć jakość w samym produkcie. Należy dążyć do tego, by statystyczne potwierdzenie jakości stało się częścią procesu wytwórczego i sprzedaży. Nie znaczy to, że należy zlikwidować kontrolę jakości, jednak postawienie dużej liczby brakarzy nie zapewni wysokiej jakości.
4. Skończenie powszechnych praktyk wyboru kooperantów wyłącznie na podstawie kryterium ceny.
Zamiast tego należy zastosować inne istotne wskaźniki jakości. Starać się zminimalizować koszt całkowity, a nie tylko koszt początkowy (nie wystarczy kupować tanie materiały - musi się dać z nich zrobić dobry wyrób). Dążyć do tego, by każdy element dostarczał jeden dostawca na zasadzie długotrwałej współpracy opartej na zaufaniu i lojalności.
5. Ciągłe i niekończące się ulepszanie procesu produkcji oraz usług, które powodują poprawę jakości, produktywności oraz zmniejszenie kosztów.
To kierownictwo jest odpowiedzialne za stałe doskonalenie systemu, ulepszanie procesów planowania, produkcji i obsługi, a także podnoszenie jakości, zwiększenie produktywności i obniżanie kosztów. Zadaniem kierownictwa jest stworzenie klimatu, w którym pracownicy odczuwają radość z pracy. Tylko wtedy będą oni mogli myśleć o innowacjach i doskonaleniu.
6. Wprowadzenie nowoczesnych metod doskonalenia zawodowego.
Włączyć kierownictwo w proces szkolenia, tak aby lepiej wykorzystać możliwości wszystkich pracowników. Konieczne są nowe umiejętności, które pozwolą nadążyć za zmianami w materiałach, metodach, wzornictwie produktów, wyposażeniu, technice i obsłudze.
7. Wprowadzenie instytucjonalnego przywództwa
Bezpośredni przełożeni powinni pomagać pracownikom w wytwarzaniu produktów wysokiej jakości, nie przywiązując wagi do norm ilościowych. Udoskonalenie jakości automatycznie doprowadzi do zwiększenia wydajności. Kierownictwo powinno reagować na wszelkie doniesienia o usterkach powstałych we wcześniejszych fazach produkcji, potrzebach związanych z konserwacją maszyn, o złych narzędziach, mylnych instrukcjach i innych zjawiskach, które powodują złą jakość.
8. Odrzucenie strachu tak aby wszyscy mogli pracować wydajniej dla przedsiębiorstwa.
Wspierać wymianę informacji pomiędzy różnymi szczeblami hierarchii przedsiębiorstwa. Zarządzanie przez wyniki i cele nie jest niczym innym, jak zarządzaniem przez strach. Pracownicy najpierw starają się wziąć jak najmniejsze zadania na swoje barki, a przy rozliczaniu podciągają liczby, żeby było jak najlepiej.
9. Przełamanie barier pomiędzy działami przedsiębiorstwa.
Działy planowania, sprzedaży i produkcji powinny stanowić jeden zespół skutecznie rozwiązujący problemy dotyczące jakości produktów i usług. Struktury organizacyjne podzielone w piony są idealnym sposobem na oddzielenie działów grubymi ścianami. Każdy próbuje doskonalić swój dział i osiąga optimum tyle, że cała organizacja jest skonfigurowana suboptymalnie, a więc ponosi straty.
10. Eliminacja wszelkich form promocji zachęcających do osiągania poziomu "zero defektów" oraz wysokiej produktywności,
Większość problemów dotyczących jakości wynika z systemów i procesów, które opracowują menedżerowie, a pracownicy nie są ich w stanie realizować. Tego typu hasła wzmagają tylko zaniepokojenie pracowników.
11. Likwidacja ilościowych standardów, zarządzania przez liczby i cele numeryczne. Likwidacja substytutów autentycznego przywództwa oraz likwidacja zarządzania przez cele. 
W ich miejsce wprowadzić środki pomocy wspierające metody zarządzania. Wykorzystywać statystyczne metody w celu podnoszenia jakości i wydajności.
12. Likwidacja barier, które nie pozwalają robotnikom i menedżerom z dumą wykonywać swej pracy.
Pracownik nie chce produkować braków, pracownik nie chce mieć przestojów.
13. Wprowadzenie intensywnych programów szkoleniowych oraz zachęcanie do ciągłego samodoskonalenia.
Pracownicy powinni się doskonalić poprzez stałe szkolenie i samokształcenie. Atut konkurencyjności zawsze bierze się z posiadanej wiedzy.
14. Zaangażowanie wszystkich pracowników w proces transformacji.
Zasadniczym warunkiem poprawnego działania systemu usprawniania jakości jest włączenie do niego ogółu zatrudnionych.